# Patrick le Quément

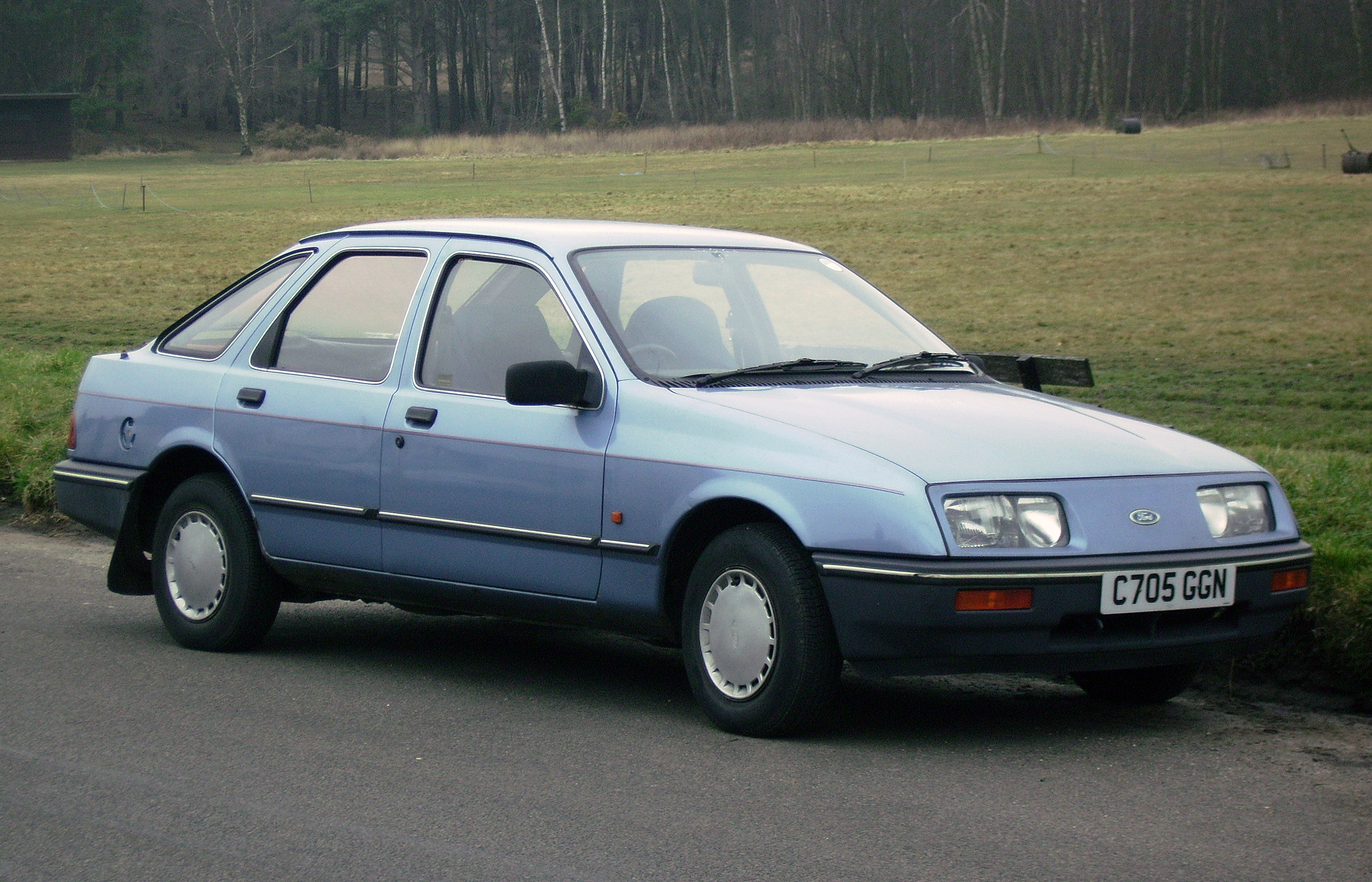
Ford Sierra

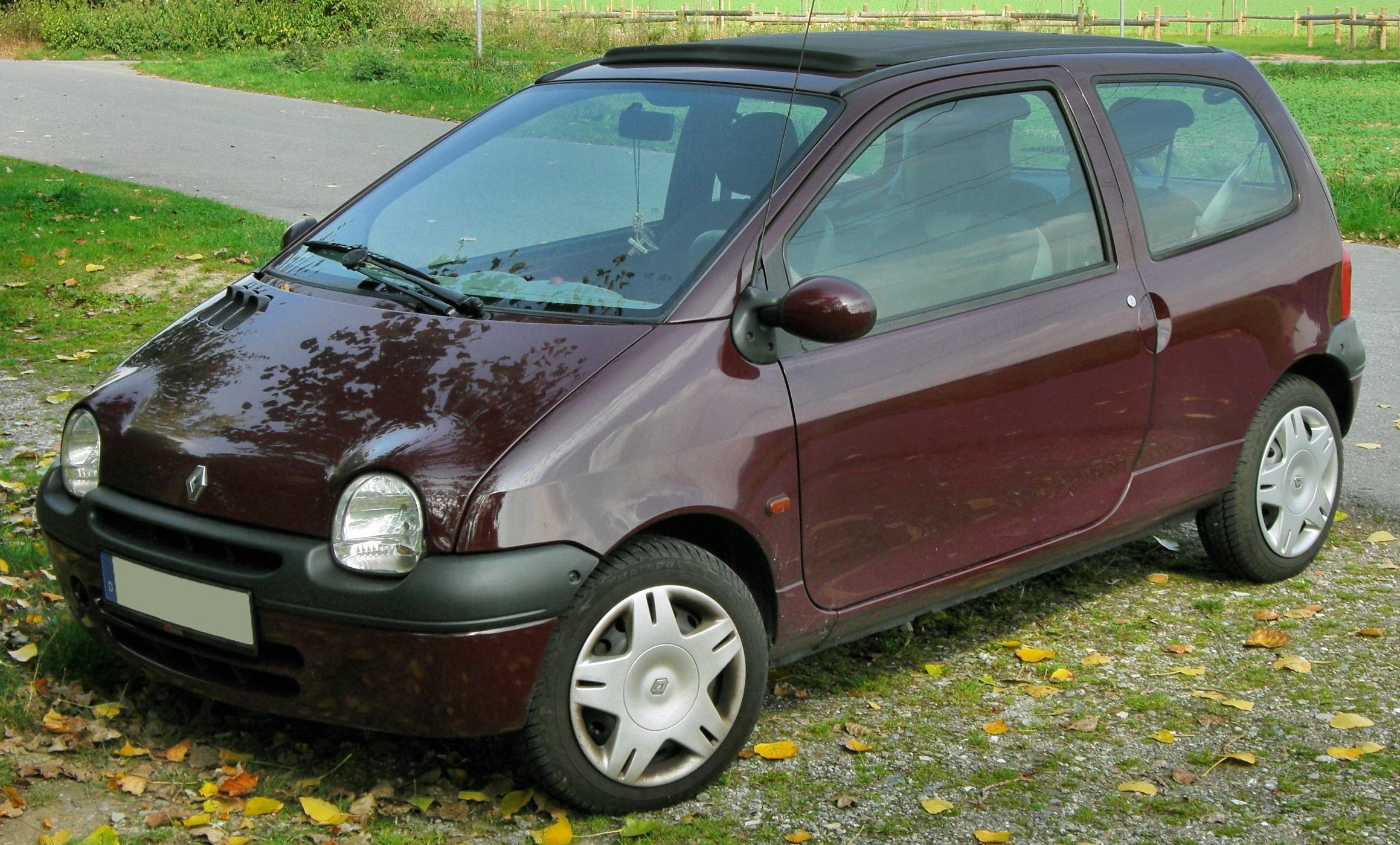
Renault Twingo I, con 2,6 millones de unidades vendidas en una generación

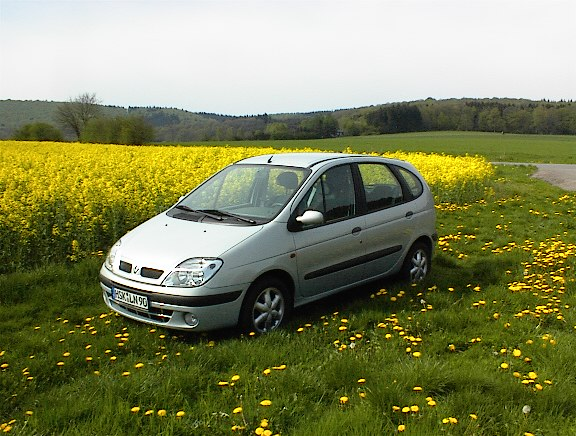
Renault Scénic I, Coche del Año en Europa 1997, con 2,8 millones de unidades vendidas en una generación

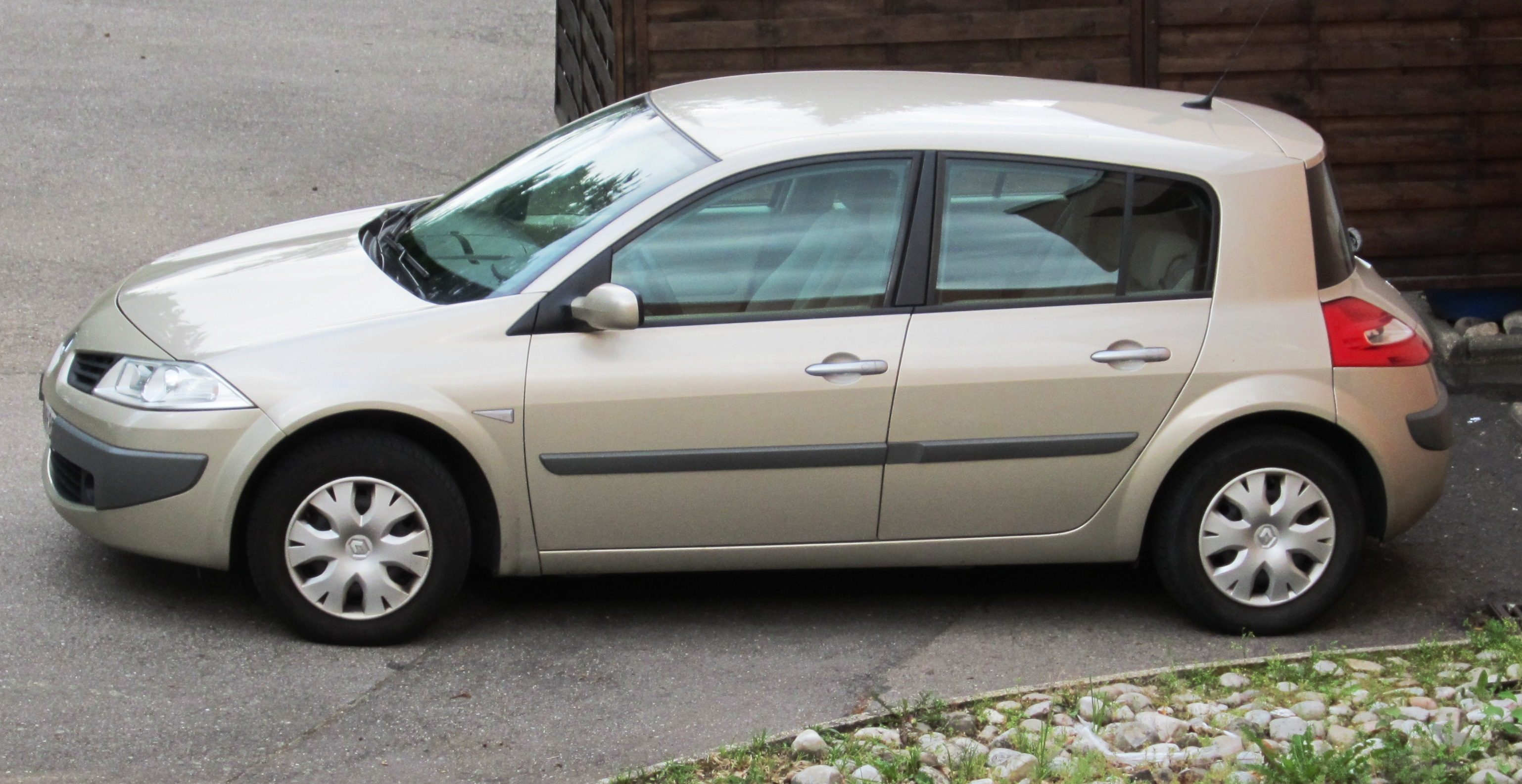
Renault Mégane II, Coche del Año en Europa 2003, con 11 millones de unidades vendidas en tres generaciones

Patrick G. M. Le Quément (nacido el 4 de febrero de 1945 en Marsella) es un diseñador de automóviles francés retirado, diseñador jefe de Renault entre 1987 y 2009.

## Semblanza
Nacido en Francia pero criado en el Reino Unido, Le Quément de licenció en diseño de producto por el Instituto de Arte y Diseño de Birmingham y en dirección de empresas por el Centro de Gestión de Danbury Park.
Después de graduarse en 1966 se incorporó a Simca en Francia, pero un tiempo después abandonó la empresa y estableció su propio negocio de diseño, que fracasó. Regresó a Inglaterra y se incorporó a Ford en 1968 como diseñador. Aquí, sus productos exclusivos incluían el camión Ford Cargo y el diseño inicial del Ford Sierra de 1982, ridiculizado en aquel momento por su forma de molde de gelatina. Este último automóvil fue diseñado en el centro de investigación e ingeniería de Ford en Colonia-Merkenich, Alemania. Se le prometió un ascenso, y viajó a Detroit, pero regresó a Europa en junio de 1985 cuando Carl Hahn, presidente de Volkswagen, lo invitó a establecer un centro de diseño y estrategia avanzados.
A la luz de las ventas deficientes y en declive, el entonces presidente y director ejecutivo de Renault, Raymond Levy, reclutó a le Quément con la corazonada de que el diseño francés podría impulsar la empresa. Pero antes de asumir el cargo de vicepresidente de diseño corporativo en 1987, le Quément exigió cambios estructurales en el papel del diseño en Renault, y le hizo saber a Levy que su departamento ya no respondería a la ingeniería; que se eliminarían los consultores externos; que el equipo de diseño se duplicaría a más de 350 personas; que el departamento tomaría asiento en la junta ejecutiva; y que personalmente, le Quément no respondería ante nadie más que el presidente.
Los productos de su equipo desde entonces incluyeron modelos como el Twingo; el Mégane; el Mégane II (después admitiría en una entrevista con la revista Automotive News Europe que era un diseño demasiado atrevido); el Scénic; los modelos Espace de 1994 y 1998; el Kangoo; el Laguna de 1994; el Avantime y el Vel Satis de 2002.
El lema de Le Quément es Diseño = Calidad, y afirma que sus cambios estructurales en el diseño de Renault fueron el desarrollo de un lenguaje formal independiente e innovador: "Hasta hace unos pocos años, le habría dado el nombre de productos individuales, pero hoy me inclinaría más a decir Renault Design. Así que, básicamente, hemos abandonado lo que yo llamo 'estilo esperanto', es decir, el lenguaje formal utilizado por la mayoría de los otros fabricantes".
En 1987, Le Quément fue nombrado vicepresidente senior de Calidad y Diseño Corporativo, y en 1995 se incorporó al Comité de Dirección de Renault. Es el director del Joint Design Policy Group formado por el organismo de diseño Renault-Nissan, desde su fundación en 1999. Louis Schweitzer le pidió que analizara la organización de diseño de Nissan en 1999, y Le Quément aconsejó el establecimiento de un puesto de diseñador jefe, separado por completo de las tareas industriales. Carlos Ghosn, a cargo de Nissan, pidió a Le Quément que elaborara una lista de diseñadores para este puesto. Shiro Nakamura era su favorito, y finalmente se convirtió en diseñador jefe de Nissan.
Posteriormente, Ghosn, máximo responsable del Grupo Renault, pidió a Le Quément que preparara su retirada de Renault, asesorando a su sucesor, tras lo que Laurens van den Acker fue contratado por Renault. El 10 de abril de 2009, Le Quément anunció su retirada, prevista para el mes de octubre de 2009. Fue reemplazado en Renault por Laurens van den Acker.

## Reconocimientos
- En 1999, la Global Automotive Elections Foundation nominó a Patrick le Quément entre un grupo de veinticinco diseñadores que competían por la designación como Diseñador Automotriz del Siglo.
- En 2002 fue el ganador del Premio de Diseño "Lucky Strike",[6]
- Es miembro del consejo de la Academia Europa para la Excelencia Automotriz.[7]